# Sarkofag
Sarkofag je kamena grobnica za sahranjivanje kovčega ili tela umrlog.  Reč σαρκοφαγος (starogrčki sarx = meso; phagos = jesti) znači "jedač mesa". Herodot je pogrešno verovao, da su sarkofazi isklesani od posebne vrste kamena, koja može da pojede meso leša unutar sarkofaga.
Reč 'sarkofag' se u skorije vreme koristi kao naziv za veliku betonsku strukturu, koja je nakon Černobiljske nesreće podignuta oko ostataka Nuklearne elektrane u Černobilju kako bi se izolovala od okoline.